# 関口すみ子
関口 すみ子（せきぐち すみこ）は、日本の政治・歴史学者。専門は思想史・ジェンダー史。元法政大学教授。

## 経歴
群馬県出身。東京大学文学部社会学科に進学するが、10年近く河合塾で英語の常勤講師を務めていた。1977年に東京大学文学部社会学科を卒業。当初は東京大学大学院文学部専修課程に進むも、2年で指向の違いから同大学院法学部政治学研究科に転学した。渡辺浩の指導を受け、2004年に博士課程を修了。ドイツ・マインツ大学への留学歴を持つ。
2005年法政大学法学部政治学科助教授、教授。2015-16年頃退職。

## 著書
単著
- 『御一新とジェンダー―荻生徂徠から教育勅語まで』東京大学出版会、2005年
- 『大江戸の姫さま―ペットからお輿入れまで』角川書店〈角川選書〉、2005年
- 『国民道徳とジェンダー―福沢諭吉・井上哲次郎・和辻哲郎』東京大学出版会、2007年
- 『管野スガ再考―婦人矯風会から大逆事件へ』白澤社、2014年
- 『良妻賢母主義から外れた人々―湘煙・らいてう・漱石』みすず書房、2014年
- 『近代日本公娼制の政治過程―「新しい男」をめぐる攻防・佐々城豊寿・岸田俊子・山川菊栄』白澤社 2016

## 賞歴
- 2005年度サントリー学芸賞 思想・歴史部門（『御一新とジェンダー』）[2]
- 政治研究櫻田会奨励賞（『国民道徳とジェンダー』）

## 論文
- 国立情報学研究所収録論文 国立情報学研究所